# Specimens of Bushman Folklore
Specimens of Bushman Folklore (etwa: Proben der Buschmann-Folklore) ist ein Buch der Sprachwissenschaftler Wilhelm Bleek und Lucy Lloyd, das 1911 in London bei George Allen & Co. erschien. Der britische Südafrika-Historiker George McCall Theal (1837–1919) schrieb dazu eine Einführung. Das Buch gilt als Eckpfeiler der Erforschung des Lebens, der Rituale und des Glaubens der Buschmänner (San).

## Inhalt
Das Buch enthält 87 Legenden, Mythen und andere traditionelle Geschichten der ǀXam-Buschmänner in ihrer inzwischen ausgestorbenen Sprache. Eine wichtige Rolle in der Mythologie spielt die Trickster-Figur ǀKaggen bzw. Cagn (Mantis). Die Geschichten wurden durch Interviews mit verschiedenen Erzählern gesammelt, darunter von ǀA!kunta, ǁKabbo, Diäǃkwain, ǃKweiten-ta-ǁKen und ǀHanǂkassoso.

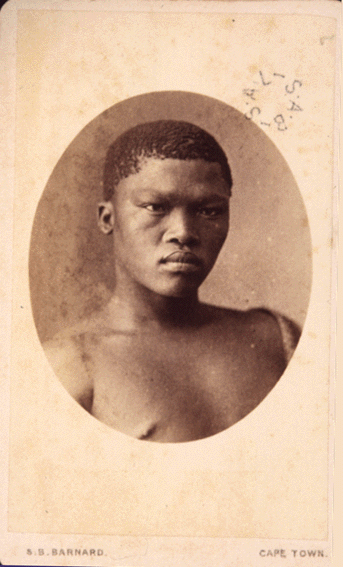
ǀAǃkunta (alias Klaas Stoffel) trug zwei Proben zu dem Buch Specimens of Bushman Folklore bei

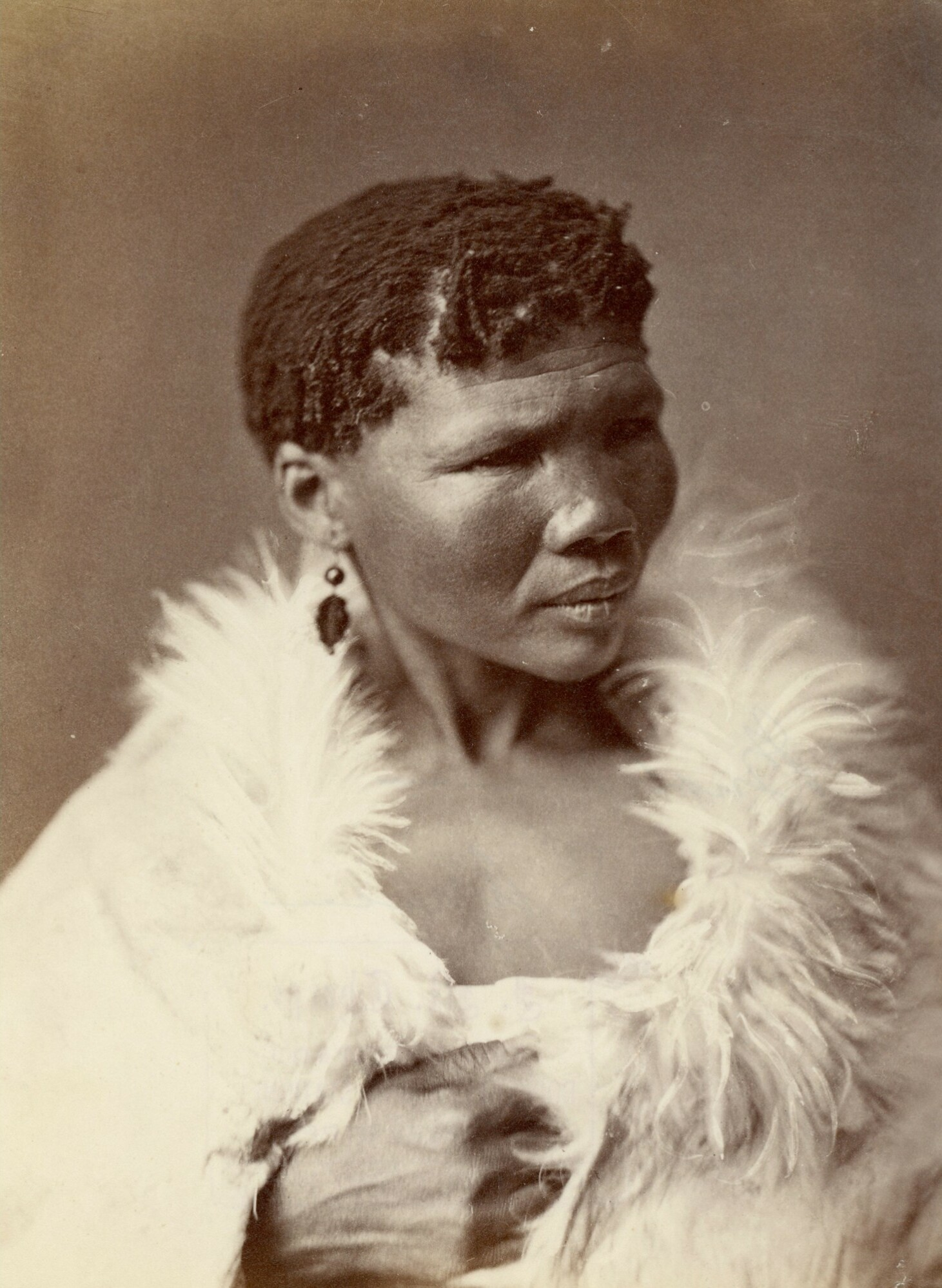
ǃKweiten-ta-ǁKen

Diese Original-Buschmannerzählungen wurden von W. H. I. Bleek (1827–1875) und seiner Schwägerin Lucy Lloyd (1834–1914) niedergeschrieben und übersetzt. Nach dem Tod Bleeks arbeitete Lloyd weiter daran. Ihren Bemühungen ist es zu verdanken, dass einige der Erzählungen schließlich in diesem Buch veröffentlicht wurden, das auch Skizzen von Felsmalereien enthält, die dem Volk der Buschmänner zugeschrieben werden, und einige ǃXun-Erzählungen.
Eine deutschsprachige Auszug-Übersetzung des Buches erschien unter dem Titel Das wahre Gesicht des Buschmannes in seinen Mythen und Märchen (Basel, 1938).

## Rezeption
Das Buch Specimens of Bushman Folklore von Bleek und Lloyd lieferte Elias Canetti wichtige Erkenntnisse, für ihn gehört diese Sammlung von Erzählungen des Volkes der San „zu den kostbarsten Dokumenten über das Wesen der Verwandlung“ (vgl. Masse und Macht).
Der südafrikanisch-britische Autor Laurens van der Post (1906–1996) beschreibt das Buch (und das von Dorothea Bleek (1873–1948) im Jahr 1924 herausgegebene The Mantis and his friends) als „eine Art Steinzeitbibel“ in der Einleitung zu The Heart of the Hunter (1961), einem Nachfolger von The Lost World of the Kalahari (wovon es auch eine BBC-Serie gab).
Specimens of Bushman Folklore, das Leben von Bleek und Lloyd sowie die brutale Verdrängung der indigenen Buschmänner durch die Buren wird auch in einem niederländischen Dokumentarfilm unter dem Titel The Broken String – Het verhaal van een verloren taal (The Broken String – Die Geschichte einer verlorenen Sprache) thematisiert.

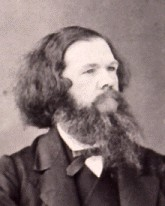
W. H. I. Bleek
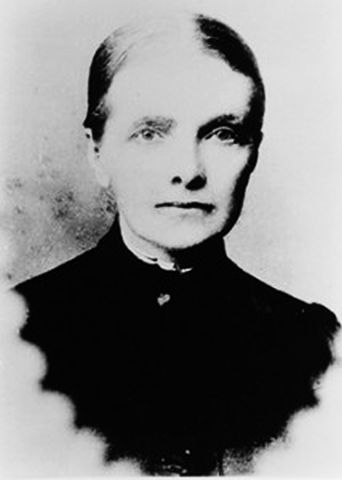
Lucy C. Lloyd
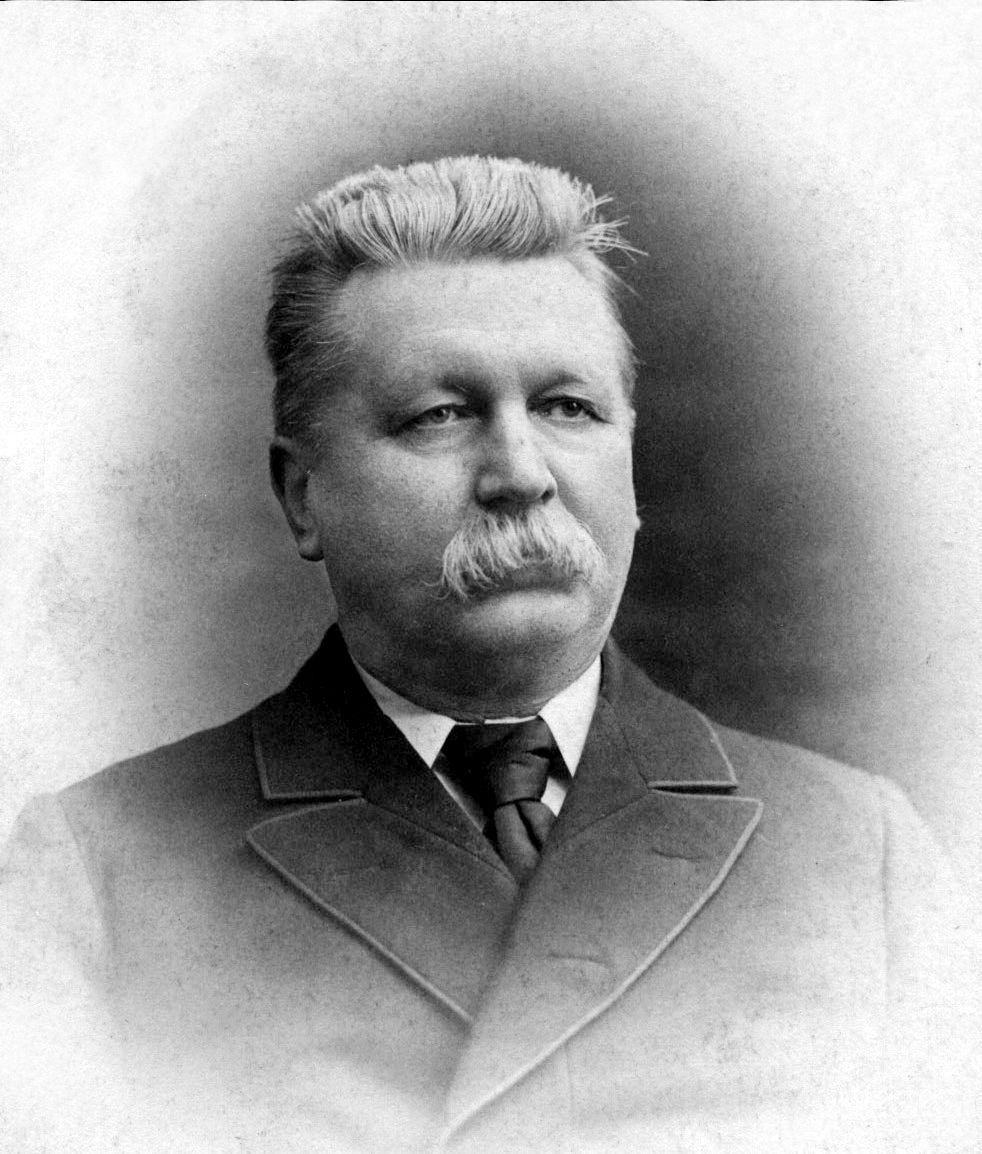
George McCall Theal
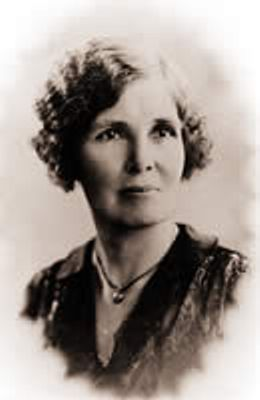
Dorothea F. Bleek (Tochter von Wilhelm Bleek)